# Merizo
Merizo (em chamorro: Malesso) é um vilarejo meridional em Guam, Estados Unidos.

## Política
Merizo é um dos municípios da ilha de Guam. Desde 2024, o prefeito do município é o democrata Franklin John Quidachay Champaco.

## Cultura
No povoado realiza-se anualmente o Fiestan Tasi ("Festival do mar"), em que se celebra a importância do mar para a ilha de Guam. O festival inclui corridas de barco e outros desportos aquáticos.

## Ver Também
- Lista de Aldeias de Guam